# Rambruch

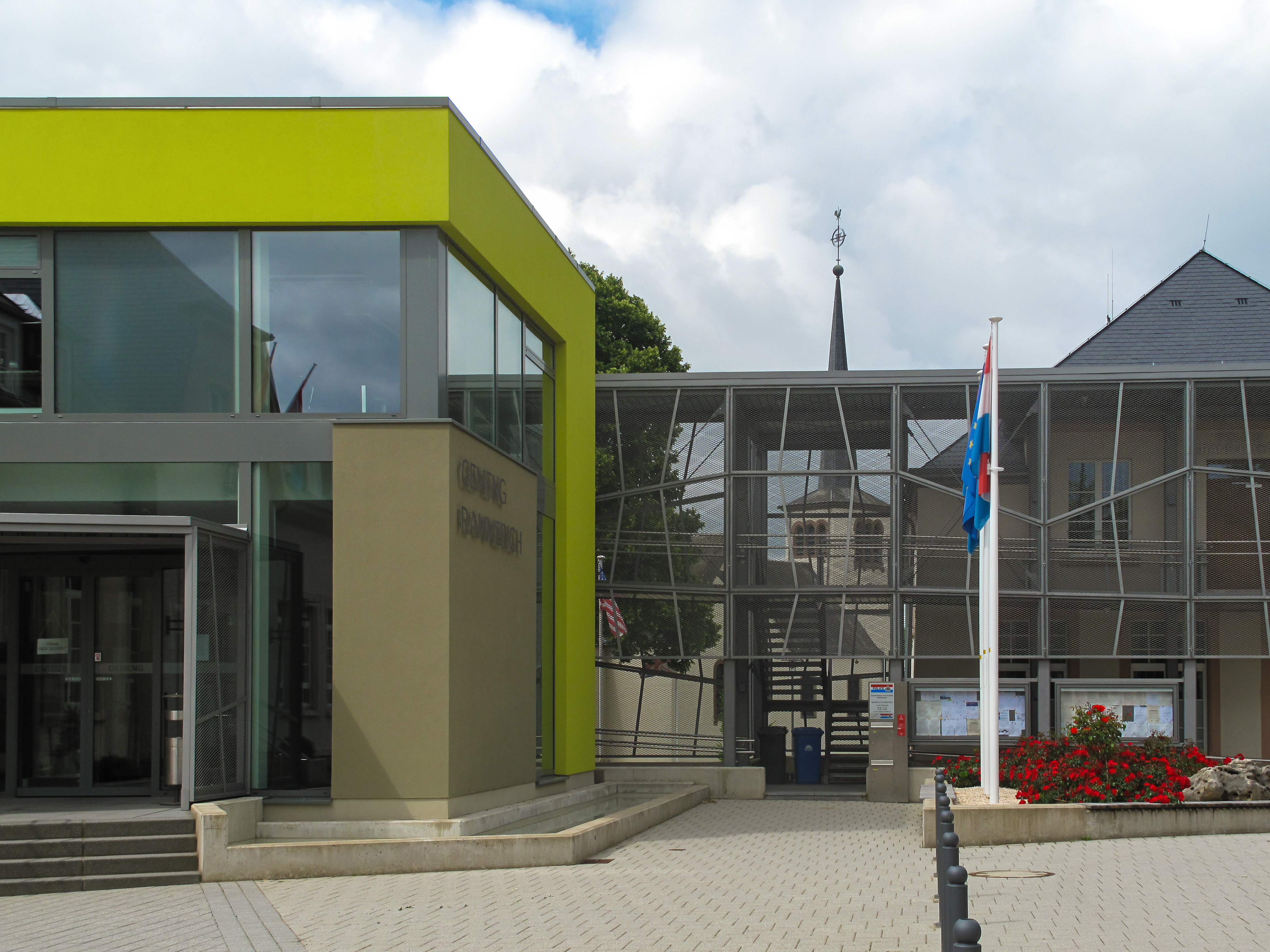
Rathaus mit Kirchturm (l’église Saint-Gilles)

Rambruch (luxemburgisch Rammerechⓘ, französisch Rambrouch) ist eine Gemeinde im Großherzogtum Luxemburg und gehört zum Kanton Redingen. Sie entstand am 1. Januar 1979 durch Fusion der Gemeinden Arsdorf, Bondorf, Folscheid und Perl.
Auf dem Gemeindegebiet befindet sich die dritthöchste Erhebung des Landes, der Napoléonsgaard mit 549 Metern.
Bei Zuordnung des Luxemburgischen bzw. des Moselfränkischen zum deutschen Dialektkontinuum stellt die Gemeinde Rambruch den westlichsten Punkt des geschlossenen deutschen Sprachraumes in Mitteleuropa dar. Das Pendant ist die 850 Kilometer östlich gelegene Gemeinde Deutsch Jahrndorf in Österreich.

## Töchter und Söhne der Gemeinde
- Albert Wingert (1897–1962), Lehrer, Politiker und Widerständler gegen den Nationalsozialismus, geboren in Holtz

## Zusammensetzung der Gemeinde
Die Gemeinde Rambruch besteht aus den folgenden Ortschaften:
- Arsdorf
- Bondorf
- Bilsdorf
- Escheid
- Folscheid
- Obermartelingen
- Holtz
- Hostert
- Kötscheid
- Perl
- Rambruch
- Rombach-Martelingen
- Schwiedelbruch
- Wolwelingen